# Carl Werner Müller
Carl Werner Müller (* 28. Januar 1931 in Mödrath; † 10. August 2018 in Hainfeld (Pfalz)) war ein deutscher Altphilologe. Er war Professor an der Universität des Saarlandes.

## Leben
Müller studierte von 1952 bis 1960 Klassische Philologie an den Universitäten Bonn, Tübingen und Athen. Nach dem Staatsexamen und seiner Promotion 1960 war er 1962 bis 1963 Studienassessor in Bonn. 1970 wurde er in Saarbrücken habilitiert, 1972 zum Professor ernannt und 1978 zum Nachfolger Otto Lendles auf dem Lehrstuhl für Klassische Philologie, Schwerpunkt Griechisch. Im April 1999 wurde er emeritiert.
Sein Forschungsschwerpunkt lag auf der Griechischen Literatur der Archaischen, Klassischen und Hellenistischen Epoche. Außerdem beschäftigte er sich mit der Rezeption literarischer Motive in der bildenden Kunst der Antike. 1980 ernannte ihn die Akademie der Wissenschaften und der Literatur zum korrespondierenden Mitglied. Seit 1990 war er Mitglied des Deutschen Archäologischen Instituts, von 1990 bis 2000 war er Mitglied der Zentraldirektion. Seit 1992 war Müller korrespondierendes Mitglied der Sächsischen Akademie der Wissenschaften.
Von 1992 bis 2007 war er Projektleiter der Arbeitsstelle Corpus Medicorum Graecorum/Latinorum (CMG/L) der Berlin-Brandenburgischen Akademie der Wissenschaften, Mitglied der Altertumswissenschaftlichen Kommission der Akademie und Vorsitzender der Unterkommission des CMG/L. Ab 1985 war Müller Herausgeber der Zeitschrift Rheinisches Museum für Philologie. Müller verfasste mehrere Bücher und übersetzte beispielsweise die Testimonien und Fragmente zum Philoktet des Euripides aus dem Altgriechischen.
Sein Nachlass ist im Universitätsarchiv Saarbrücken überliefert.